# Тодос-лос-Сантос
 Тодос-лос-Сантос (исп. Lago Todos los Santos — «озеро всех святых») — озеро в области Лос-Лагос в южном Чили.

## География

Озеро Тодос-лос-Сантос расположено по центру в самой нижней части карты (не подписано)

Озеро расположено в 96 км к северо-востоку от столицы провинции Пуэрто-Монт и в 76 км к востоку от города Пуэрто-Варас, внутри границ национального парка Висенте-Перес-Росалес. Является девятым по величине озером Чили (площадь озера составляет 178,5 км²). Озеро лежит в предгорьях Анд на высоте 189 метров, а средняя глубина озера составляет 191 метр, то есть большая часть дна озера лежит ниже уровня океана. Озеро Тодос-лос-Сантос имеет только один остров — Маргарита (на старых картах — Де-лас-Кабрас), площадью 100 гектаров.
Площадь бассейна озера превышает площадь его поверхности в 17 раз и составляет 3036 км². Происхождение озера как ледниковое, так и вулканическое. В течение ледникового периода два рукава ледника, стекавшие с гор в противоположных направлениях (один на юг через нынешнюю долину реки Рио-Негро, а другой — на север через нынешнюю долину реки Бланко), сошлись в одну точку в Продольной долине и, двигаясь совместно на запад, сформировали депрессию сейчас занятую озёрами Тодос-лос-Сантос и Льянкиуэ. После таяния ледника в результате деятельности вулканов Осорно и Кальбуко озеро было поделено на два отдельных резервуара вулканической лавой. Потоки лавы от вулкана Тронадор также достигли озера по долине реки Бланко.
Озеро имеет достаточно большой объём — 34,4 км³, что объясняется его большой глубиной (максимальная глубина равна 337 метрам). Сток из юго-западной оконечности озера по реке Петроуэ (близ одноимённого населённого пункта), объём вытекающей из озера воды составляет 270 м³/с, вся вода в озере обновляется за 4 года.
Озеро окружено горами, среди которых выделяются вершины трёх вулканов: Осорно на западе, Пунтиагудо — на севере и Тронадор — на востоке. Бассейн озера большей частью покрыт вальдивскими дождевыми лесами умеренного пояса.

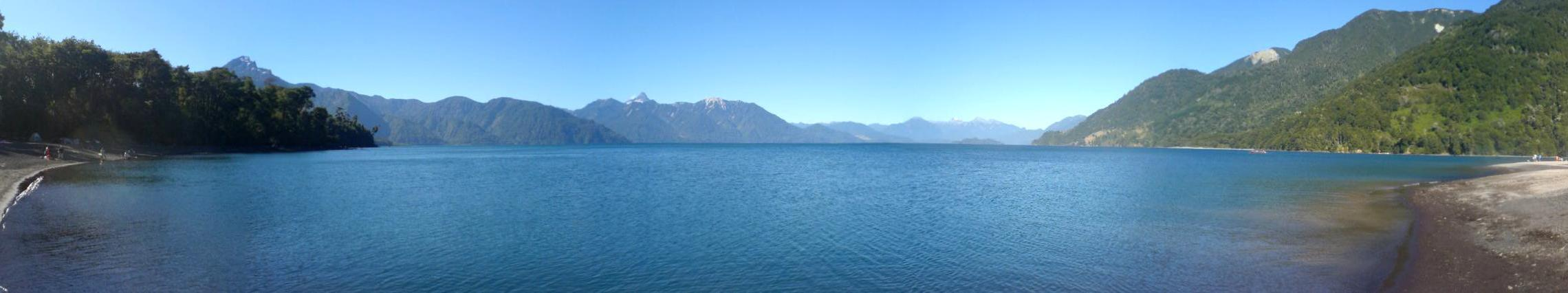
Панорама западной части озера